# II Liceum Ogólnokształcące im. gen. Gustawa Orlicz-Dreszera w Chełmie
II Liceum Ogólnokształcące im. gen. Gustawa Orlicz-Dreszera w Chełmie – publiczne liceum ogólnokształcące znajdujące się w Chełmie.

## Historia szkoły
Szkoła rozpoczęła działalność 1 września 1950 roku poprzez wydzielenie klasy VIII w – dotychczas siedmioklasowej – Szkole Ogólnokształcącej Stopnia Podstawowego Towarzystwa Przyjaciół Dzieci, stając się Szkołą Ogólnokształcącą Stopnia Podstawowego i Licealnego Towarzystwa Przyjaciół Dzieci, z jedenastoletnim cyklem kształcenia i dwustopniową strukturą: szkołą podstawową (klasy I-VII) i liceum (klasy VIII-XI). Szkoła zmieniła swój charakter – z początkowo szkoły podstawowej połączonej z liceum ogólnokształcącym, na wyłącznie liceum ogólnokształcące w 1967 na skutek reformy systemu oświaty. W 1974 nadano jej imię Manifestu Lipcowego w celu uczczenia 30-lecia powstania Polskiej Rzeczypospolitej Ludowej, z którego zrezygnowano niedługo po przemianach ustrojowych; w 1990 Rada Pedagogiczna podjęła uchwałę o rezygnacji z dotychczasowego patrona szkoły. Szkoła jest nazwana imieniem Gustawa Orlicz-Dreszera od czerwca 1996, tj. od czasu I Zjazdu Absolwentów II LO.
Od początku lat 90. szkoła współpracowała z Amerykańskim Korpusem Pokoju w Polsce. Została ona odwiedzona przez ambasadora USA w Polsce Daniela Frieda w 1998 oraz dyrektora korpusu Roberta Mc Lendona rok później.
Na zakończeniu roku szkolnego 2018/2019 obecny był premier Mateusz Morawiecki.

## Dyrektorzy szkoły
| Lp. | Lata      | Imię i nazwisko dyrektora |
| --- | --------- | ------------------------- |
| 1.  | 1950–1951 | Maria Kluziak             |
| 2.  | 1951–1978 | Stanisław Żuk             |
| 3.  | 1978–1980 | Maria Kowalczyk           |
| 4.  | 1980–1981 | Lucjan Dworucha           |
| 5.  | 1981–1982 | Celina Jarmuszyńska       |
| 6.  | 1982–1985 | Andrzej Niedbała          |
| 7.  | 1985–1991 | Zofia Walczuk             |
| 8.  | 1991–2003 | Marek Sikora              |
| 8.  | 2003–2015 | Grażyna Mojsym            |
| 9.  | 2015–2018 | Marta Klasura             |
| 10. | od 2019   | Zbigniew Niderla          |

## Absolwenci szkoły
- Jakub Banaszek – prezydent miasta Chełma od 2018
- Ernest Bejda – były szef Centralnego Biura Antykorupcyjnego, prawnik
- Radosław Dobrowolski – prof. dr hab., prorektor UMCS do spraw Nauki i Współpracy Międzynarodowej
- Agata Fisz – prezydent miasta Chełma w latach 2006–2018
- Zbigniew Lubaszewski – historyk, regionalista, autor wielu publikacji na temat Chełma i Ziemi Chełmskiej
- Jan Paszkiewicz – nauczyciel historii i wiedzy o społeczeństwie, działacz niepodległościowy, pisarz, publicysta, regionalista
- Grzegorz Raniewicz – polski polityk, przedsiębiorca i samorządowiec, poseł na Sejm VI, VII i VIII kadencji
- Bogumił Szady – dr hab., prof. Katolickiego Uniwersytetu Lubelskiego

## Rankingi
II Liceum Ogólnokształcące im. gen. Gustawa Orlicz-Dreszera w Chełmie w Rankingu Edukacyjnym Szkół Średnich.
| Rok  | Chełm           | Województwo lubelskie | Polska          |
| ---- | --------------- | --------------------- | --------------- |
| 2009 | 2. miejsce      | 32. miejsce           | 367. miejsce    |
| 2010 | brak informacji | brak informacji       | brak informacji |
| 2011 | 2. miejsce      | 30. miejsce           | 400+ miejsce    |
| 2012 | 1. miejsce      | 23. miejsce           | 425. miejsce    |
| 2013 | 1. miejsce      | 20. miejsce           | 303. miejsce    |
| 2014 | 1. miejsce      | 18. miejsce           | 289. miejsce    |
| 2015 | 1. miejsce      | 28. miejsce           | 438. miejsce    |
| 2016 | 2. miejsce      | 29. miejsce           | 445. miejsce    |
| 2017 | 1. miejsce      | 21. miejsce           | 333. miejsce    |
| 2018 | 1. miejsce      | 17. miejsce           | 298. miejsce    |
| 2019 | 1. miejsce      | 26. miejsce           | 414. miejsce    |
| 2020 | 2. miejsce      | 40. miejsce           | 714. miejsce    |
| 2021 | 2. miejsce      | 35. miejsce           | 673. miejsce    |
| 2022 | 2. miejsce      | 31. miejsce           | 661. miejsce    |
| 2023 | 2. miejsce      | 32. miejsce           | 658. miejsce    |
| 2024 | 2. miejsce      | 33. miejsce           | 670. miejsce    |
| 2025 | 2. miejsce      | 29. miejsce           | 594. miejsce    |